# مقاطعة عيل واق
مقاطعة عيل واق (بالصومالية: Degmada Ceel Waaq)‏ هي إحدى مقاطعات محافظة جدو جنوب غرب الصومال، عاصمتها عيل واق.
عانت المقاطعة من توترات بين عشيرتي مريحان وغرّي حول السيطرة السياسية على بلدة عيل واق. وبين فروع مريحان حول تقسيم المقاعد البرلمانية في منتصف عام 2012.
في عام 2012، شهدت المقاطعة خلافات سياسية وعسكرية منها:
- الصراع المستمر بين القوات المسلحة الصومالية والجيش الكيني تحت قيادة أميسوم من جهة و حركة الشباب من جهة أخرى.
- صراع على الموارد بين قبيلة غرّي وعشيرة علي طيري من مريحان.
- صراع على أراضي بين قبيلة أُورمدِج ورير يوسف (مريحان)، على الرغم من جهود مصالحة بين الطرفين.
- خلافات حول توزيع المساعدات الإغاثية بين المجتمع والمنظمات غير الحكومية والإدارة المحلية التابعة للحكومة الاتحادية الانتقالية. وفشلت جهود لحلحلة المشكلات.

## روابط خارجية
- مقاطعات الصومال
- الخريطة الإدارية لمقاطعة عيل واق